# 三内温泉
三内温泉（さんないおんせん）とは、青森県青森市三内（旧国陸奥国）にある温泉。青森市街から南西およそ4 km地点の丘陵地にある温泉である。

## 泉質
- 含硫黄 - ナトリウム - 塩化物泉（硫化水素型）
  - 源泉温度36 - 46 ℃
  - 成分総計14,680mg/kg

国内では稀に見る高濃度の温泉である。

## 効能
神経痛、リューマチ、貧血、腺病質。

## 温泉街
入浴施設「三内ヘルスセンター」が存在する。東北自動車道の青森ICは至近距離にあるが、道路は国道7号青森環状道路を経由する。
近年観光名所として人気を呼ぶ三内丸山遺跡には、ほど近いところにある。また、徒歩で行ける三内霊園には、棟方志功をはじめとする青森ゆかりの著名人の墓がある。

## 営業情報
- 営業時間: 7:00〜21:40（21:00受付終了）
- 料金: 大人400円、小人150円、幼児60円

## アクセス
- 高速道路:東北自動車道青森ICすぐ。
- 路線バス:JR東日本/青い森鉄道青森駅から徒歩10分の古川(4)のりばより、青森市営バスつくしが丘病院・岩渡線に乗車、三内温泉前下車。約35分。
- 電車:JR東日本新青森駅から徒歩約25分。